# レンスター・ガーデンズ
座標: 北緯51度30分45.4秒 西経0度11分1秒 / 北緯51.512611度 西経0.18361度
レンスター・ガーデンズ（英: Leinster Gardens）は、ロンドン・ベイズウォーターにある通り。シティ・オブ・ウェストミンスターに位置し、ハイド・パークの西隣ケンジントン・ガーデンズの北側界隈を南北に走る通りである。

## 地理
先述の通り、シティ・オブ・ウェストミンスターに位置する。南側には、東西に走るベイズウォーター・ロードを挟んで、ケンジントン・ガーデンズとハイド・パークが広がる。
隣接する通りや地区には、クイーンズウェイ、クレイヴン・ヒル・ガーデンズがある。

## 換気用ファサード

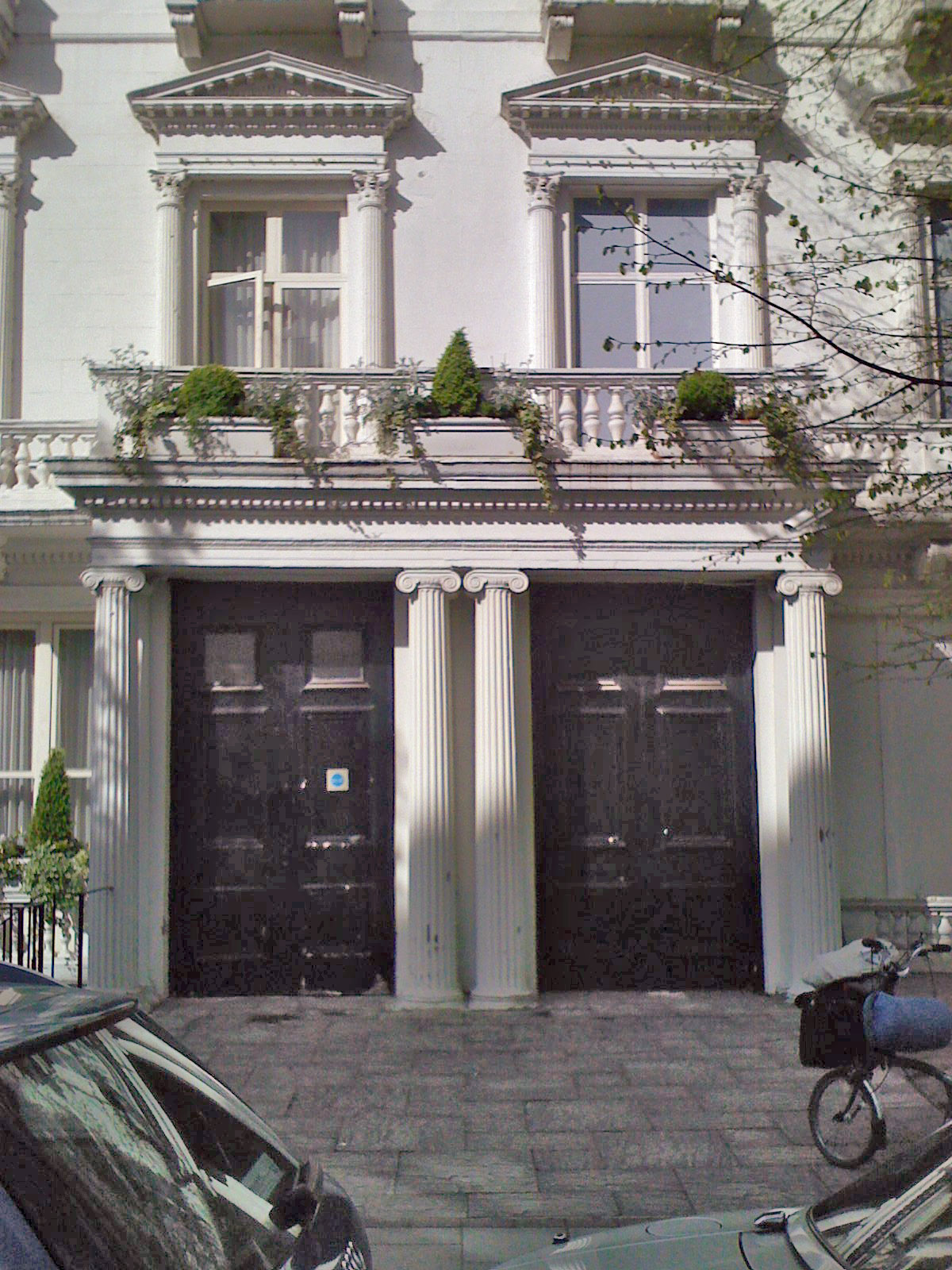
左側の22番地には居住者がいるが、右側の23番地は張りぼてのファサードである。23番地の窓は灰色に塗られ、ドアは見せかけのものになっている。

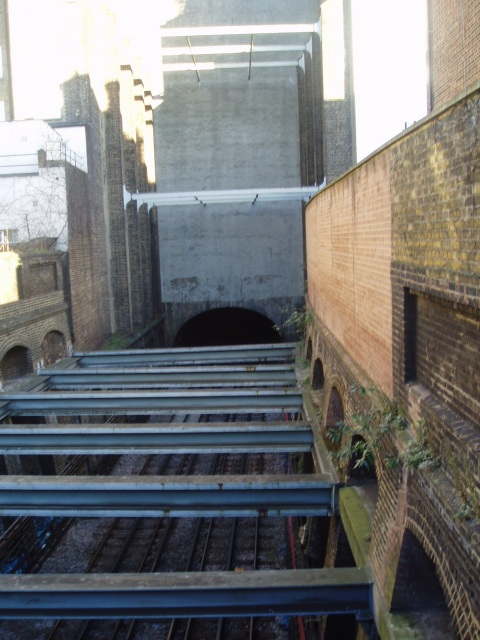
鉄道の線路・通気口になっている、ファサードの裏側

レンスター・ガーデンズには、23番地・24番地に2つのファサードが存在する。外見からは普通の建物に見えるが、実情は壁だけであり、窓やドアも見せかけのものである。これは1860年代後半に、当時使われていた蒸気機関車牽引式のメトロポリタン鉄道が屋外に出るように、22番地から25番地をぶち抜いて作られたものである。
この路線の機関車は、煙を減らすため復水式蒸気機関車が選ばれたが、それでもコンデンサーを放圧しトンネル内の煙をなくすため、外に開けた空間での「空気抜き」が必要だった。この地区は上流階級向けだったため、メトロポリタン鉄道は住民に換気口が見えないような工夫を施した。この見せかけのファサードは、有名なテラスハウスに沿って、連続した外観を作っている。ファサードは5フィート (1.5 m)の厚みがあり、その後ろでは本来の1階に当たる部分に、線路の上に開けた穴がある。ファサードには灰色に塗られた18の窓があるほか、正面のドアには郵便受けも設置されていない。
1930年代、悪戯で、チケット代10ギニーで、レンスター・ガーデンズでのチャリティ舞踏会を催すとの知らせが発表された。イブニングドレスを着込んで会場に向かった客たちは、住所が偽のものだと知ることになった。
このファサードは、BBCのテレビドラマ『SHERLOCK』にも登場する。シーズン3第3話の『最後の誓い』で、シャーロックとメアリーが対峙するシーンで用いられた。